# بنجامين لي (سياسي)
بنجامين لي (بالإنجليزية: Benjamin Lee)‏ هو سياسي أسترالي، ولد في 5 نوفمبر 1825، وتوفي في 15 يوليو 1917. انتخب عضو الجمعية التشريعية نيو ساوث ويلز.